# 兵頭敬
兵頭 敬（ひょうどう たかし 1951年または1952年 - ）は、日本のフリーのアニメーター。

## 来歴
愛媛県東宇和郡出身。
1979年頃まで学習塾の教師をしており、その後アニメーターに転身した。

## 参加作品

### テレビアニメ
1979年
- キャプテンフューチャー（原画）
- 機動戦士ガンダム（作画）

1980年
- 魔法少女ララベル（1980年 - 1981年、原画）
- ドラえもん（作画）

1981年
- アニメ親子劇場（1981年 - 1982年、作画監督）

1982年
- 魔法のプリンセス ミンキーモモ（1982年 - 1983年、作画監督）

1983年
- 未来警察ウラシマン（原画）
- まんが日本史（原画）
- 特装機兵ドルバック（1983年 - 1984年、原画）

1984年
- 機甲創世記モスピーダ（原画）
- 巨神ゴーグ（原画）

1985年
- 機動戦士Ζガンダム（作画監督）
- ルパン三世 PARTIII（原画）

1988年
- ミスター味っ子（1988年 - 1989年、原画）
- キテレツ大百科（原画）
- 鉄拳チンミ（原画）
- 美味しんぼ（1988年 - 1990年、原画）

1990年
- シートン動物記（作画監督）

1991年
- アニメひみつの花園（1991年 - 1992年、作画監督）

1992年
- わたしとわたし ふたりのロッテ（作画監督）
- フランダースの犬 ぼくのパトラッシュ（1992年 - 1993年、作画監督）
- コボちゃん（1992年 - 1993年、作画監督・原画）
- おやゆび姫物語（作画監督）

1993年
- ジャングルの王者ターちゃん（1993年 - 1994年、原画）

1994年
- SAMURAI SPIRITS 〜破天降魔の章〜（作画監督）

1996年
- シンデレラ物語（作画監督）
- 名探偵コナン（1996年 - 、サブキャラクターデザイン・作画監督・原画・オープニング原画）

1997年
- はれときどきぶた（1997年 - 1998年、原画・エンディング作画）
- 勇者王ガオガイガー（1997年 - 1998年、原画）

1998年
- ガサラキ（1998年 - 1999年、デザインワークス・原画）

1999年
- THE ビッグオー（原画）
- 無限のリヴァイアス（1999年 - 2000年、原画）

2000年
- アルジェントソーマ（2000年 - 2001年、原画）

2001年
- 地球防衛家族（原画）
- 機動天使エンジェリックレイヤー（原画）
- スクライド（原画）
- ルパン三世 アルカトラズコネクション（原画）
- キャプテン翼（2001年 - 2002年、オープニング/エンディング作画）

2002年
- ラーゼフォン（第一原画）
- Witch Hunter ROBIN（原画）
- ルパン三世 EPISODE:0 ファーストコンタクト（原画）
- 機動戦士ガンダムSEED（2002年 - 2003年、原画）
- 花田少年史（2002年 - 2003年、原画）

2003年
- THE ビッグオー second season（原画）
- WOLF'S RAIN（原画）
- TEXHNOLYZE（原画）
- ルパン三世 お宝返却大作戦!!（原画）
- 神魂合体ゴーダンナー!!（原画）
- 京極夏彦 巷説百物語（原画）
- GUNSLINGER GIRL（2003年 - 2004年、原画）

2004年
- 十兵衛ちゃん2 -シベリア柳生の逆襲-（原画）
- ふたつのスピカ（原画）
- MONSTER（2004年 - 2005年、原画）
- 神魂合体ゴーダンナー!! SECOND SEASON（原画）
- サムライチャンプルー（原画）
- To Heart 〜Remember my Memories〜（原画）
- 舞-HiME（2004年 - 2005年、原画）
- 学園アリス（2004年 - 2005年、オープニング原画）

2005年
- BUZZER BEATER（2005年 - 2007年、原画）
- ルパン三世 天使の策略 〜夢のカケラは殺しの香り〜（原画）
- ガン×ソード（原画）
- ガラスの仮面（2005年 - 2006年、原画・オープニング原画）
- 舞-乙HiME（2005年 - 2006年、原画）
- それいけ!アンパンマン（原画）

2006年
- ゼーガペイン（原画）
- NANA（原画）
- BLOOD+（原画）
- ザ・サード 〜蒼い瞳の少女〜（原画）

2007年
- アイドルマスター XENOGLOSSIA（原画）
- Devil May Cry（原画）
- バンブーブレード（2007年 - 2008年、原画）
- 機動戦士ガンダム00（2007年 - 2008年、原画）

2008年
- ゴルゴ13（原画）
- ルパン三世 sweet lost night 〜魔法のランプは悪夢の予感〜（原画）
- 天体戦士サンレッド（2008年 - 2009年、作画監督・原画）

2009年
- 黒神 The Animation（原画）
- 宇宙をかける少女（原画）
- 鋼の錬金術師 FULLMETAL ALCHEMIST（2009年 - 2010年、原画）
- そらのおとしもの（原画）

2010年
- ポケットモンスター ダイヤモンド&パール（原画）
- FAIRY TAIL（原画）
- バトルスピリッツ 少年激覇ダン（原画）
- あそびにいくヨ!（原画）
- バトルスピリッツ ブレイヴ（2010年 - 2011年、原画）
- 俺の妹がこんなに可愛いわけがない（原画）
- そらのおとしものf（原画）

2011年
- SKET DANCE（原画）
- NO.6（原画）
- TIGER & BUNNY（原画）
- ブレイド（原画）
- バトルスピリッツ 覇王（2011年 - 2012年、原画）
- 境界線上のホライゾン（原画）

2012年
- 男子高校生の日常（原画）
- エウレカセブンAO（原画）
- 坂道のアポロン（原画）
- 境界線上のホライゾンII（原画）
- 貧乏神が!（原画）
- 絶園のテンペスト（2012年 - 2013年、原画）
- バトルスピリッツ ソードアイズ（2012年 - 2013年、原画）

2013年
- ビビッドレッド・オペレーション（原画）
- 最強銀河 究極ゼロ 〜バトルスピリッツ〜（2013年 - 2014年、原画）
- ルパン三世 princess of the breeze 〜隠された空中都市〜（原画）

2014年
- ダイヤのA（原画）
- スペース☆ダンディ（原画）
- ヒーローバンク（2014年 - 2015年、原画・オープニング原画）
- アオハライド（原画）
- M3〜ソノ黒キ鋼〜（原画）
- 神撃のバハムート GENESIS（原画）
- ガンダム Gのレコンギスタ（原画）
- 七つの大罪（原画）

2015年
- デス・パレード（原画）
- カードファイト!! ヴァンガードG（原画）
- 実は私は（原画）
- 遊☆戯☆王ARC-V（原画）
- ノラガミ ARAGOTO（原画）

2016年
- 赤髪の白雪姫（原画）
- 僕のヒーローアカデミア（2016年 - 2023年、原画）
- クロムクロ（原画）
- D.Gray-man HALLOW（原画・エンディング原画）
- 逆転裁判 〜その「真実」、異議あり!〜（原画）
- DAYS（原画）
- モブサイコ100（原画）
- orange（原画）
- クラシカロイド（2016年 - 2017年、原画）
- 文豪ストレイドッグス（2016年 - 2023年、原画）

2017年
- ALL OUT!!（原画）
- 弱虫ペダル NEW GENERATION（原画）
- つぐもも（原画）
- ナナマル サンバツ（原画）
- Fate/Apocrypha（原画）
- 牙狼-GARO- -VANISHING LINE-（原画）
- ポケットモンスター サン&ムーン（原画）
- EVIL OR LIVE（原画）

2018年
- 銀の墓守りII（原画）
- アイドリッシュセブン（原画）
- ひそねとまそたん（原画）
- 若おかみは小学生!（原画）
- フューチャーカード 神バディファイト（原画）
- ゾイドワイルド（原画）
- バキ（原画）
- 妖怪ウォッチ シャドウサイド（原画）
- BAKUMATSU（原画）
- DOUBLE DECKER! ダグ&キリル（原画）

2019年
- 消滅都市（原画）
- 炎炎ノ消防隊（原画）

2020年
- ソマリと森の神様（原画）
- 歌舞伎町シャーロック（原画）
- クレヨンしんちゃん（原画）
- 乙女ゲームの破滅フラグしかない悪役令嬢に転生してしまった…（原画）
- 魔王学院の不適合者 〜史上最強の魔王の始祖、転生して子孫たちの学校へ通う〜（原画）
- デカダンス（原画）
- 遊☆戯☆王SEVENS（原画）
- いわかける! - Sport Climbing Girls -（原画）
- 魔女の旅々（原画）

2021年
- ワールドトリガー（作画監督・原画）
- TSUKIPRO THE ANIMATION2（作画監督）
- 世界最高の暗殺者、異世界貴族に転生する（作画監督・オープニング原画）
- プラオレ!〜PRIDE OF ORANGE〜（原画）

2022年
- モブサイコ100 III（原画）

2023年
- メガトン級ムサシ（原画）
- 神無き世界のカミサマ活動（作画監督・作画監督補佐）
- アンデッドアンラック（原画）
- シャングリラ・フロンティア（2023年 - 2025年、原画）

2024年
- メタリックルージュ（原画）
- 魔法少女にあこがれて（原画）
- 真夜中ぱんチ（原画）

### 劇場アニメ
1981年
- 機動戦士ガンダム（アニメーター）
- 機動戦士ガンダムII 哀・戦士編（アニメーター）

1985年
- ペンギンズ・メモリー 幸福物語（原画）
- ルパン三世 バビロンの黄金伝説（原画）

1986年
- ウインダリア（メインアニメーター）
- トランスフォーマー ザ・ムービー（作画監督補）

1993年
- かいけつゾロリ（原画）

1994年
- ストリートファイターII MOVIE（原画）

1997年
- 名探偵コナン 時計じかけの摩天楼（サブキャラクターデザイン・作画監督・原画）

1998年
- 名探偵コナン 14番目の標的（作画監督・原画）

1999年
- 名探偵コナン 世紀末の魔術師（作画監督・原画）

2000年
- 名探偵コナン 瞳の中の暗殺者（レイアウト・原画）

2001年
- 名探偵コナン 天国へのカウントダウン（原画）
- 犬夜叉 時代を越える想い（原画）

2002年
- 名探偵コナン ベイカー街の亡霊（レイアウト）
- 犬夜叉 鏡の中の夢幻城（原画）

2003年
- 名探偵コナン 迷宮の十字路（原画）

2004年
- スチームボーイ（原画）

2005年
- ロックマンエグゼ 光と闇の遺産（原画）

2010年
- TRIGUN Badlands Rumble（原画）

2011年
- 鋼の錬金術師 嘆きの丘の聖なる星（原画）

2012年
- 伏 鉄砲娘の捕物帳（原画）

2013年
- 劇場版 あの日見た花の名前を僕達はまだ知らない。（原画）

2015年
- 劇場版 弱虫ペダル（原画）

2017年
- 映画 妖怪ウォッチ シャドウサイド 鬼王の復活（原画）

2018年
- 名探偵コナン ゼロの執行人（原画）
- 僕のヒーローアカデミア THE MOVIE 〜2人の英雄〜（原画）
- ANEMONE/交響詩篇エウレカセブン ハイエボリューション（原画）

2019年
- 映画 妖怪学園Y 猫はHEROになれるか（原画）

### OVA
1989年
- エクスプローラーウーマン・レイ（原画）
- 機動戦士ガンダム0080 ポケットの中の戦争（原画）

1990年
- 天外魔境 自来也おぼろ変（原画）
- 魔獣戦線（原画）
- SDガンダム外伝III アルガス騎士団（原画）

1995年
- YAMATO2520 Vol.1 明日への希望（原画）
- ダーティペア FLASH2（原画）
- 妖精姫レーン（原画）
- 沈黙の艦隊（原画）

1997年
- サクラ大戦 桜華絢爛 第一幕 華の都の花いくさ（原画）

1999年
- からくりの君（作画）

2006年
- アンパンマンとはじめよう!ひらがな編 ひらがなであそぼう（原画）
- FREEDOM（原画）

2009年
- 異世界の聖機師物語（原画）

2010年
- ボトムズファインダー（原画）

2015年
- コードギアス 亡国のアキト 第4章 憎しみの記憶から（原画）

2016年
- コードギアス 亡国のアキト 最終章 愛シキモノタチへ（作画監督協力）

### Webアニメ
- 聖闘士星矢 黄金魂 -soul of gold-（2015年、原画）
- A.I.C.O. Incarnation（2018年、原画）
- バキ（2020年、原画）
- 終末のワルキューレ（2021年、作画監督）
- 範馬刃牙（2021年、原画）

### ゲーム
- ルパン三世 海に消えた秘宝（2003年、作画）
- 解放少女（2012年、オープニング原画）